# Klinik Baden-Baden Balg
Die Klinikum Mittelbaden Baden-Baden Balg, ehemals Stadtklinik Baden-Baden, ist ein Krankenhaus der medizinischen Zentralversorgung (Schwerpunktversorgung) in Baden-Baden sowie ein Akademisches Lehrkrankenhaus der Universität Heidelberg und verfügt über 380 Betten.

## Geschichte
Den ersten Spatenstich für das Klinikum Mittelbaden Baden-Baden Balg (ehemals Stadtklinik) in der Balger Straße nahm Oberbürgermeister Walter Carlein am 6. Dezember 1973 vor. Die Grundsteinlegung war am 2. Dezember 1974. Die vorgesehene Bauzeit wurde eingehalten, die feierliche Eröffnung erfolgte am 14. Oktober 1977, die Inbetriebnahme und Verlegung der Patienten aus dem alten Krankenhaus an der Maria-Viktoria-Straße (welches bereits am 30. September 1860 eingeweiht wurde) am 25. Oktober 1977.
Die Planung der Klinik erfolgte durch das Krankenhauswissenschaftliche Institut (KWI) Köln unter Leitung von Petri zusammen mit Werner Dierschke. Als Architekten wurden beauftragt: Gernot Kramer (Karlsruhe), Rudolf Wiest & Partner (Karlsruhe) und Werner Dierschke. Die Architekten wurden für dieses Werk 1980 vom Landesverband Baden-Württemberg des Bundes Deutscher Architekten (BDA) ausgezeichnet.
Die Bruttogrundrissfläche beträgt 50.000 m2. Die Bruttogrundrissfläche pro Planbett lag zu Beginn bei 104 m2, durch die Bettenreduktion hat sich dieser Wert auf 123 m2 erhöht.
Die größte bisherige Umbaumaßnahme war die Dachsanierung zwischen 1997 und 2002. Diese war notwendig, weil die ursprünglichen Dächer der Klinik keine Neigung hatten und sich Regenschäden ankündigten. In das neue Dach wurden drei Dachgärten integriert.

## Einrichtung
Zu den medizinischen Abteilungen zählen:
- Institut für Diagnostische und Interventionelle Radiologie
- Klinik für Allgemein- und Viszeralchirurgie
- Klinik für Anästhesiologie, Intensivmedizin und Schmerztherapie
- Klinik für Frauenheilkunde und Geburtshilfe
- Klinik für Gastroenterologie und Allgemeine Innere Medizin
- Klinik für Hämatologie und Onkologie
- Klinik für Kardiologie und Angiologie
- Klinik für Kinder- und Jugendmedizin
- Klinik für Orthopädie und Unfallchirurgie
- Klinik für Pulmologie und Thoraxchirurgie
- Klinik für Urologie